# 古坑庄
古坑庄為台灣日治時期1920年至1945年間存在之行政區，轄屬台南州斗六郡。今雲林縣古坑鄉。

## 行政區劃
古坑庄在清治時期及日治時期初期屬斗六堡、打猫東頂堡、他里霧堡的78庄，在1896年4月隸屬臺中縣雲林支廳；1897年6月至1898年6月改隸嘉義縣，之後又改隸臺中縣斗六、梅仔坑辨務署；1901年11月，縣和辨務署廢止而改隸斗六廳直轄、崁頭厝、林圯埔支廳。1903年6月，此78庄編入斗六區、菜公區、崁頭厝。1904年4月，斗六廳進行街庄整併，此78庄整併為斗六堡之水碓庄、高林仔頭庄、溪邊厝庄、新庄、棋盤厝庄，打猫東頂堡之大湖底庄、崁頭厝庄、苦苓脚、崁脚庄、樟湖庄、草藔庄，他里霧堡之蔴園庄、庵古坑庄，而「草藔」改稱「草嶺」，「高林仔頭」改稱「高厝林子頭」等13庄。
1920年10月1日，原堡里之行政區廢除，街庄改為大字；「庵古坑」改稱「古坑」，前述13庄合併為臺南州斗六郡「古坑庄」；庄轄域內分為古坑、麻園、水碓、高厝林子頭、溪邊厝、新、棋盤厝、大湖底、崁頭厝、苦苓脚、崁脚、樟湖、草嶺等13大字，古坑大字下有「古坑」、「湳子」小字名。
古坑庄役場原設於崁頭厝（今永光），1929年2月15日遷至古坑。
| 1899年1月                                                                                   | 1904年4月 | 1904年4月 | 1920年10月 | 1920年10月 | 1945年 |
| ------------------------------------------------------------------------------------------- | --------- | --------- | ---------- | ---------- | ------ |
| 水碓庄、田心庄、圳頭、溪洲仔、新廍仔                                                            | 斗六區    | 水碓      | 古坑庄     | 水碓       | 古坑鄉 |
| 高厝林仔頭庄、旱井仔庄、田中央庄、魚池仔庄、竹廣吼庄、荷苞厝、尖山坑、苅菜園                          | 菜公區    | 高林仔頭  | 古坑庄     | 高厝林子頭 | 古坑鄉 |
| 溪邊厝                                                                                      | 菜公區    | 溪邊厝    | 古坑庄     | 溪邊厝     | 古坑鄉 |
| 頂新、下新                                                                                  | 菜公區    | 新        | 古坑庄     | 新庄       | 古坑鄉 |
| 棋盤厝庄、蔴園庄、井仔埔庄、埔頂、凹坵、溪仔底                                                    | 菜公區    | 棋盤厝    | 古坑庄     | 棋盤厝     | 古坑鄉 |
| 大湖底庄、大湖頭庄、倒孔山庄、挑水坑庄、番尾坑庄、山腳庄、橫路庄、松腳庄、科角、龜仔頭、山豬湖              | 崁頭厝區  | 大湖底    | 古坑庄     | 大湖底     | 古坑鄉 |
| 崁頭厝庄、大坪、頂坪、大堀藔                                                                  | 崁頭厝區  | 崁頭厝    | 古坑庄     | 崁頭厝     | 古坑鄉 |
| 苦苓腳庄、吊鏡庄、石槌仔尾庄、蟾蜍嶺、小半天藔                                                    | 崁頭厝區  | 苦苓脚    | 古坑庄     | 苦苓腳     | 古坑鄉 |
| 崁腳、山豬屈、溪底藔                                                                        | 崁頭厝區  | 崁脚      | 古坑庄     | 崁腳       | 古坑鄉 |
| 樟湖庄、出水坑庄、松柏坑庄、樟湖坪庄、株?坪庄、內灣仔庄、頂過坑庄、下過坑庄、浸蹄藔庄、芊蓁藔、後棟仔、車心崙 | 崁頭厝區  | 樟湖      | 古坑庄     | 樟湖       | 古坑鄉 |
| 草藔庄、橫石乳庄、巖頂庄、外湖庄、內湖庄、竹篙水庄、石壁庄、十三石種庄、土地公坑、溪洲仔                    | 崁頭厝區  | 草嶺      | 古坑庄     | 草嶺       | 古坑鄉 |
| 蔴園庄、崁頭厝、中洲仔、新仔                                                                  | 崁頭厝區  | 蔴園      | 古坑庄     | 麻園       | 古坑鄉 |
| 庵古坑庄、土地公庄、双雙部崙、頂湳仔、下湳仔                                                    | 崁頭厝區  | 庵古坑    | 古坑庄     | 古坑       | 古坑鄉 |

## 庄長
- 吳義陣：1920年至1923年
- 闕芋匏：1923年至1927年
- 吳桂春（後改名為大岩忠正）：1929年至1945年[5]

## 人口
| 大字別     | 內地人 | 臺灣人 | 中華民國人 | 小計   |
| ---------- | ------ | ------ | ---------- | ------ |
| 水碓       | 20     | 1,880  | ０         | 1,900  |
| 高厝林子頭 | ０     | 1,888  | ０         | 1,888  |
| 溪邊厝     | 20     | 1,508  | 1          | 1,529  |
| 新庄       | 2      | 1,152  | ０         | 1,154  |
| 棋盤厝     | ０     | 1,643  | ０         | 1,643  |
| 大湖底     | 4      | 1,822  | ０         | 1,826  |
| 崁頭厝     | 5      | 1,398  | ０         | 1,403  |
| 苦苓腳     | ０     | 1,322  | ０         | 1,322  |
| 崁腳       | 31     | 1,496  | 1          | 1,528  |
| 樟湖       | 2      | 590    | ０         | 592    |
| 草嶺       | ０     | 937    | ０         | 937    |
| 麻園       | 15     | 2,131  | 1          | 2,147  |
| 古坑       | 28     | 3,943  | 1          | 3,972  |
| 小計       | 127    | 21,710 | 4          | 21,841 |

## 設施
- 古坑庄役場
- 警察官吏派出所：古坑、溪邊厝、崁頭厝、大湖底、樟湖、草嶺派出所[7]雲林縣歷史建築東和派出所(原溪邊厝派出所)
- 崁頭厝信用組合（今古坑鄉農會）[8]

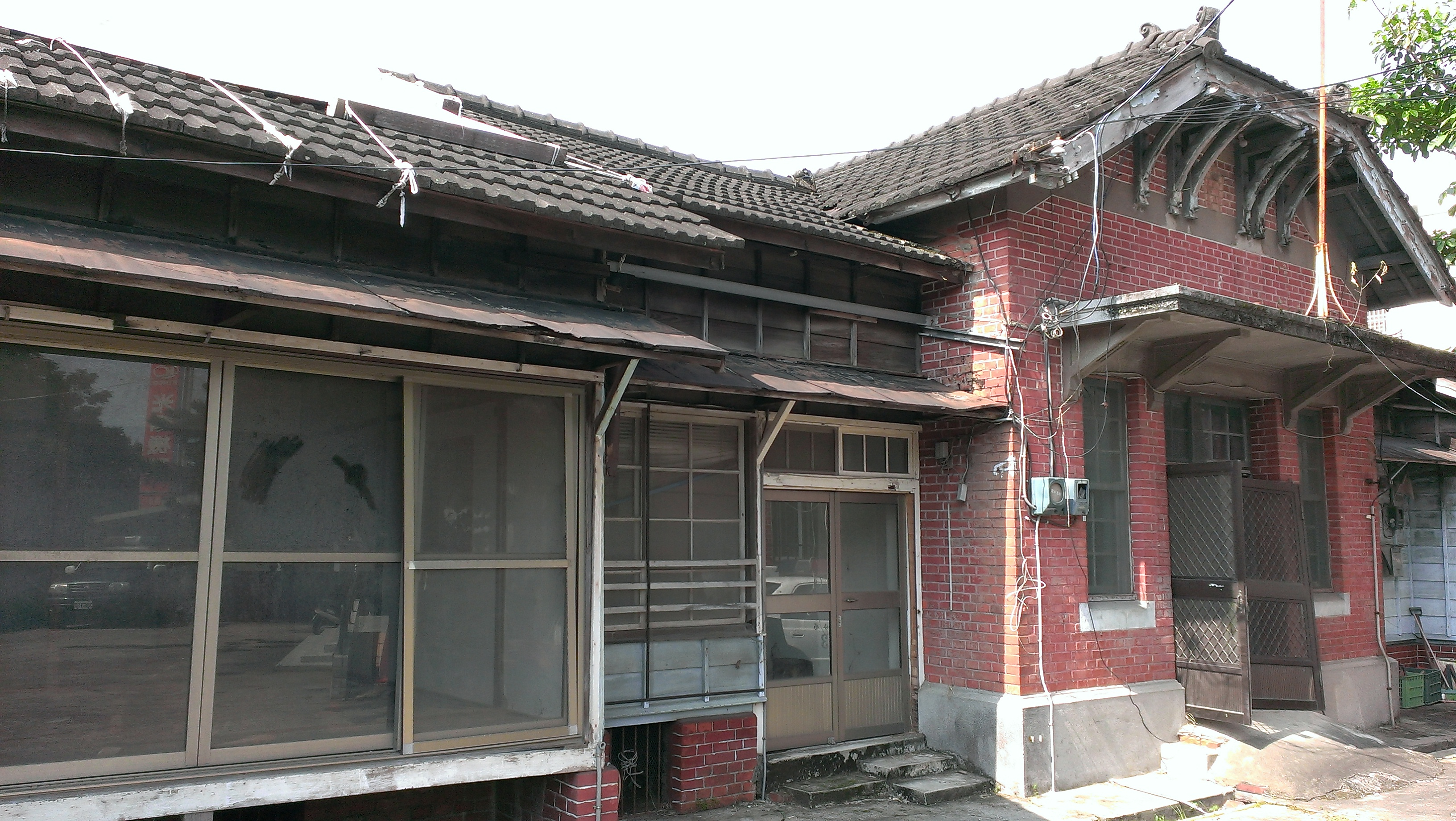
雲林縣歷史建築東和派出所(原溪邊厝派出所)

- 溪邊厝公學校→溪邊厝國民學校（今東和國小）
- 崁頭厝公學校→崁頭厝國民學校（今永光國小）
- 崁頭厝公學校古坑分教場→古坑公學校→古坑國民學校（今永光國小）
- 崁頭厝公學校大湖底分教場→大湖底公學校→大湖底國民學校（今華山國小）
- 大湖底公學校樟湖分教場→大湖底國民學校樟湖分教場（今樟湖生態國中小）
- 大湖底國民學校草嶺分教場（今草嶺生態地質國小）
- 溪邊厝神社（1941年設立，屬斗六神社末社，原址為東和國中）[1]
- 崁頭厝神社（1941年設立，屬斗六神社末社，原址為古坑鄉農會農業休閒中心）[9]
- 古坑神社（1941年設立，屬斗六神社末社，原址為古坑國中）[1]
- 大湖底神社（校內社）
- 樟湖神社（校內社）[1]
- 草嶺招魂碑[10]（紀念抗日事件，而此事件後引發雲林大屠殺[1]）